# Paepalanthus itremensis
Paepalanthus itremensis är en gräsväxtart som först beskrevs av Philippe Morat, och fick sitt nu gällande namn av Stützel. Paepalanthus itremensis ingår i släktet Paepalanthus och familjen Eriocaulaceae.
Artens utbredningsområde är Madagaskar. Inga underarter finns listade i Catalogue of Life.